# Willi Müller
Willi Müller, schweizisk orienterare som tog brons i stafett vid VM 1985.